# 연안이씨이유길가전고문서
연안이씨이유길가전고문서(延安李氏李有吉家傳古文書)은 대한민국 전북특별자치도 전주시에 있는, 임진왜란 때 활약한 무신 이유길의 가문에 내려오는 고문서들이다. 1989년 1월 9일 전라북도의 유형문화재 제131호로 지정되었다.

## 개요
임진왜란 때 활약한 무신 이유길의 가문에 내려오는 고문서들이다.
이유길은 아버지 이선경이 왜적과 싸우다 전사하자 18세 때 이충무공 휘하에 들어가 명량해전에서 공을 세워 9품직을 제수 받았으며, 명나라 구원병으로 원병을 청하자 우영장으로 들어가 공을 세우고 전사하였다. 이러한 공로로 순조때 증직되었으며, '충의'라는 시호까지 부여받았다. 또한 용정사에 이충무공과 함께 배향되고 있다.
이유길과 그의 아내에 관한 교지 11매, 아들인 이우인과 그의 아내에 관한 교지 2매, 손자 이석고와 그의 아내에 관한 교지 3매, 증손자 이징국과 그의 아내에 관한 교지 3매 등으로 이유길가에 주어진 포상내용의 교지와 자손들에게 특별대우하는 은전 등에 관한 고문서이다.

## 참고 자료
- 연안이씨이유길가전고문서 - 국가유산청 국가유산포털